# 贡布 (登山运动员)

贡布（1933年—2024年12月5日），原名贡布多吉（藏語：མགོན་པོ་རྡོ་རྗེ་，威利转写：mgon po rdo rje），藏族，西藏昂仁宗琐作溪卡（今属聂拉木县锁作乡）嘎琼村人。中国登山家。

## 生平
1933年，贡布生于昂仁县琐作溪卡（溪卡即“庄园”之意）嘎琼村，家庭成分为“堆穷”（意思是“冒烟的小户”，在旧时的西藏比家养奴隶略高一个等级），家中兄弟姐妹很多，生活十分贫困。
贡布自幼为庄园主放羊、做饭、收青稞。在劳动中，贡布曾因一次打盹而遭庄园主殴打。1955年，贡布居住的小村来了几位中国人民解放军战士，这些战士自己做面条吃，临走时还给庄园留下了几块大洋，作为在庄园居住期间的费用，这给贡布留下了深刻印象。1956年，在熟人的指引下，贡布步行9天来到了解放军的日喀则营地，参加了解放军。此后，他曾在解放军炊事班做饭，在警卫营当战士。
1958年，国家体委访问团来到西藏，选中贡布参加攀登珠穆朗玛峰的登山活动。此后，贡布成为登山运动员。1960年5月25日凌晨，突击队长王富洲与贡布、屈银华一起首次从北坡登上世界最高峰珠穆朗玛峰。
1963年，贡布所在的登山队大本营正在林芝家当嘎的一个山脚下，在这里，他遇到了藏族姑娘白玛，当时白玛正在林芝家当嘎的这座山山坡上的一家部队医院工作。1968年，贡布和白玛结婚。
1989年5月初，中日联合组织的中国藏北考察团来到藏岗日峰脚下，贡布为考察团总队长。贡布除了随队考察攀登藏岗日峰的路线外，还考察了藏北地区野生动物生存状况。两个月的考察结束后，贡布提议建立“西藏高原野生动物保护协会”，最终成功建立了该组织。
1993年，西藏组织10位队员参加世界14座最高峰的攀登队，至2007年该登山队攀登完了这14座世界最高峰。贡布和其他老登山家曾经为该登山队的活动筹措资金。晚年，贡布仍然热心于推动登山事业发展。他用藏文写介绍世界高峰的书稿，还提议创建高山研究会、中国登山博物馆，建立全面的西藏山峰档案。
2024年12月5日，在成都因病逝世。